# Transformateur déphaseur

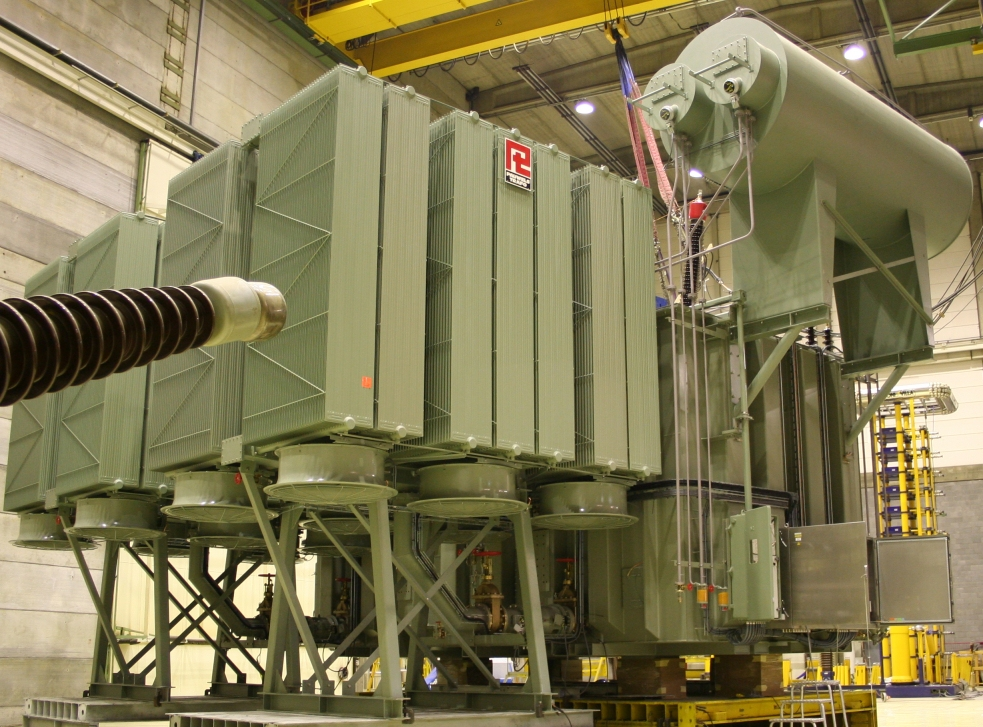
Transformateur déphaseur de 400 MVA et 220/155 kV.

Un transformateur déphaseur,,
est une forme spéciale de transformateur électrique, ou plus exactement de transformateur de puissance, utilisée pour réguler le transit de puissance active entre plusieurs lignes électriques triphasées.
En effet dans une ligne de transmission de courant alternatif, la puissance active transmise est proportionnelle au sinus de l'angle de transport.
Quand deux lignes sont en parallèle, un réglage de cet angle permet de régler la répartition du courant entre les deux lignes et d'optimiser la capacité de transmission tout en évitant les surcharges.
Le coût des transformateurs déphaseurs est assez élevé, leur usage est donc limité à certains nœuds assez critiques du réseau. Cependant le gain en flexibilité, en vitesse d'opération, mais aussi en perte en ligne (un meilleur équilibrage entre les lignes limite les pertes par effet Joule)
permet de justifier et d'amortir l'investissement.

## Principe

Schéma électrique d'un transformateur déphaseur. Un transformateur connecté en triangle est relié en série à un transformateur connecté en étoile. Les flèches sur les bobines connectées en triangle indiquent que leurs impédances est réglable.

La puissance active transmise par une ligne électrique est égale à :
{\displaystyle P={\frac {V_{1}\cdot V_{2}}{X}}\cdot sin{\delta }}
Où V1 et V2 sont les tensions aux bornes de la ligne, X l'impédance de la ligne, et {\displaystyle \delta } l'angle de transport, autrement dit le déphasage entre V1 et V2. Faire varier cet angle permet donc de faire varier la puissance.

## Réalisation

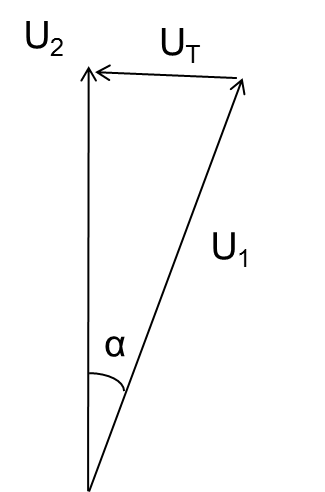
Pour un transformateur déphaseur normal, la tension introduite U_{T} fait varier l'angle de transport

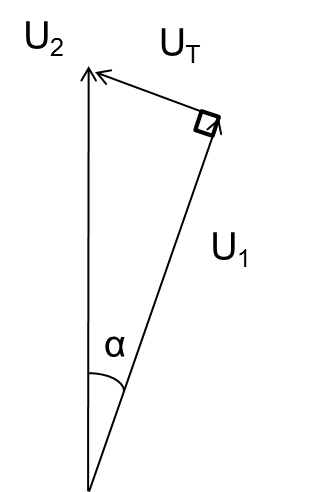
Pour un transformateur en quadrature, la tension introduite est orthogonale à la tension U_{1}

Un transformateur de puissance consiste généralement en deux unités connectées ensemble. Une en série, l'autre en parallèle.
Celle en parallèle a ses enroulements connectés en triangle, dont la tension de sortie est déphasée de 90° par rapport à l'entrée.
Cette tension de sortie est connectée à l'unité en série, injectant ainsi une composante déphasée à la tension d'entrée. La tension de sortie du transformateur déphasé est donc la somme de la tension d'entrée et d'une composante déphasée de 90°.
Un changeur de prises, présent dans l'unité en parallèle, permet de faire varier la valeur des impédances, permettant en même temps de faire varier la composante déphasée dans la tension de sortie du transformateur déphaseur.
Le déphasage peut être positif ou négatif.
Une construction avec le transformateur en série d'impédance réglable et celui en parallèle d'impédance fixe est également possible.
Les deux unités ont en général chacune leur circuit magnétique construit dans des cuves également séparées. Un transformateur déphaseur est donc constitué véritablement de deux transformateurs.

## Exemple d'application
Le schéma ci-contre montre l'effet d'un transformateur déphaseur sur un système électrique constitué d'un générateur de 100 MW et deux de lignes en parallèle. L'une étant équipée du transformateur déphaseur dont les prises sont numérotées de 1 à 19, la 10 étant la prise principale.
Sur l'image de gauche, le changeur de prises transformateur déphaseur est sur sa prise principale, il n'apporte pas de déphasage, son effet est nul.
Les deux lignes sont traversées par une puissance de 50 MW. Dans l'image de droite, le transformateur déphaseur apporte un déphasage qui renvoie 23 MW vers l'autre ligne.

Effet du fonctionnement d'un transformateur déphaseur

De manière générale le rôle d’un transformateur déphaseur est de soulager un réseau surchargé. Le réseau de transport d’électricité est maillé ; l’électricité emprunte naturellement et préférentiellement les lignes de moindre résistance électrique. Cela explique que certaines lignes peuvent être saturées alors que d’autres lignes desservant la même zone peuvent être sous-utilisées.
En « forçant » le passage de l’électricité sur une ligne électrique plutôt que sur une autre, le transformateur déphaseur permet d’optimiser les lignes les moins empruntées et donc de soulager les lignes saturées. Grâce à cette meilleure répartition des transits sur les lignes, le réseau de transport d’électricité peut être exploité au maximum de ses capacités techniques.

## Coût
RTE déclare que la construction du transformateur déphaseur de la station de Boutre a coûté au total 17,9 millions d'euros. C'est un prix largement supérieur à celui d'un transformateur de puissance « classique ». Toutefois les économies en perte de ligne peuvent rapidement amortir cet investissement initial, auxquels il faut bien sûr ajouter l'amélioration de la stabilité du réseau.
En France, dix transformateurs déphaseurs sont en opération.

## Autre moyen de régler la charge entre lignes
Les FACTS sont des équipements d'électronique de puissance permettant de régler le déphasage, mais aussi la tension, ainsi que la puissance réactive à un point du réseau. Ils ont pour but d'améliorer la capacité de transit du réseau ainsi que sa stabilité. Ils représentent une alternative aux transformateurs déphaseurs.

## Traduction
1. ↑  phase angle regulator (PAR), terme américain
2. ↑  phase-shifting transformer (PST), terme britannique
3. ↑  quadrature booster terme britannique avec une tension introduite orthogonale à la tension d'entrée